# Gregorius Palamas

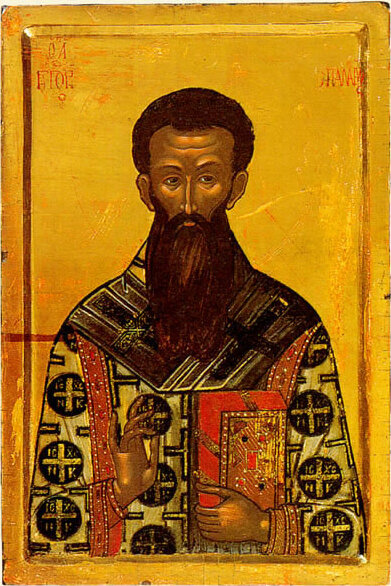
Gregorius Palamas

Gregorius Palamas (Grieks: Γρηγόριος Παλαμάς) (Constantinopel, 1296 of 1297 - Thessalonica, 14 november 1359) was een Byzantijns theoloog en mysticus. Hij wordt in de Oosters-orthodoxe Kerk en enkele Oosters-Katholieke Kerken als heilige vereerd.
Gregorius Palamas werd op 22-jarige leeftijd monnik op de Athos en werd later aangesteld tot aartsbisschop van Thessalonica. Hij bevorderde het hesychasme, een meditatieschool die met ademhalingstechnieken en het daarbij voortdurend uitspreken van het Jezusgebed, "Heer Jezus Christus, Zoon van de Eeuwige God, ontferm u over ons" , tot een hoger niveau van bewustzijn probeert te komen. Palamas leerde, in navolging van Kerkvaders als Basilius de Grote en Gregorius van Nyssa. dat er een distinctie bestaat tussen de essentie en de energieën van God. De essentie is dan ook absoluut onkenbaar, maar we kunnen God alleen kennen door zijn energieën.  Het licht dat de apostelen bij de Transfiguratie op de Taborberg zagen zijn dan ook de ongemaakte energieën van God. Door ascetisme en hesychasme kunnen we met die energieën, en dus met God, in aanraking komen.  Dit houdt verband met de oosterse traditie van het christendom, die zegt dat de mens geroepen is een proces van de vergoddelijking te doorlopen, ofwel de theosis.

## Voetnoten
1. ↑  Basilius de Grote, brief 234. Gearchiveerd op 15 december 2022.
2. ↑  Basilius de Grote, brief 235. Gearchiveerd op 27 mei 2022.
3. ↑  Gregorius van Nyssa, "Niet Drie Goden". Gearchiveerd op 6 juni 2023.
4. ↑  Gregorius Palamas, Triads, p. 97